# پوشاک آماده

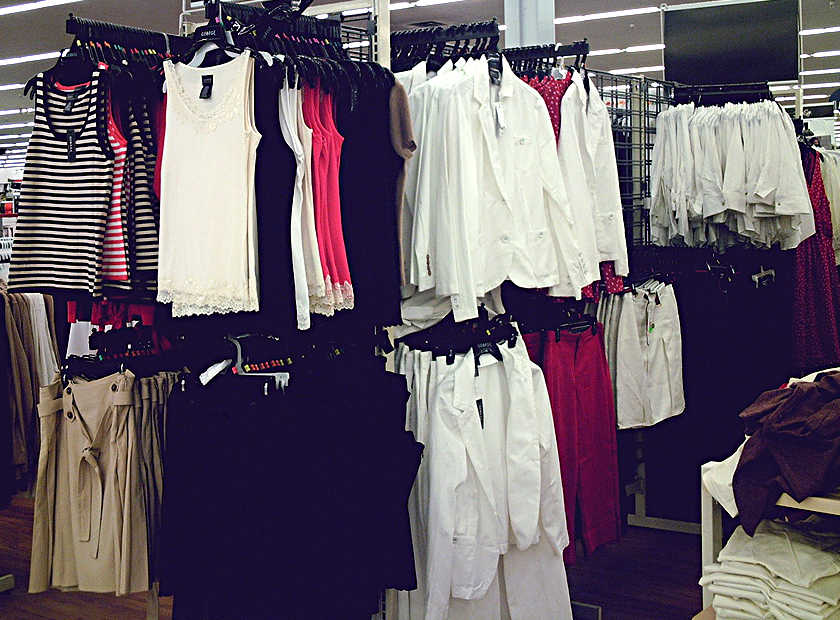
پوشاک آماده

پوشاک آماده (انگلیسی: Ready-to-wear)(به فرانسوی: prêt-à-porter) که اغلب به اختصار RTW خوانده می‌شود، به پوشاک دوخته شده در سایزهای استاندارد و نه به سفارش یک فرد خاص و مطابق با اندازه‌های وی (همان پوشاک اوت کوتور یا دوخت سفارشی) گفته می‌شود که در حالت تکمیل شده و آماده فروخته می‌شوند.
پوشاک آماده در حوزه مد و پوشاک کلاسیک تعبیرهای مختلفی دارند. در صنعت مد، طراحان پوشاک آماده را تهیه می‌نمایند به نحوی که به پرو و تغییر مهم در آن نیاز نباشد، زیرا این پوشاک سایزهای استانداردی برای بیشتر مردم دارند. آنها از الگوهای استاندارد، تجهیزات و ماشین آلات کارخانه‌ای و تکنیک‌های تولید سریع استفاده می‌نمایند تا هزینه‌ها در مقایسه با پوشاک سفارشی بسیار پایین‌تر باشد. بعضی از مزون‌های فشن و طراحان مد خطوط تولید ماشینی و صنعتی با تولید انبوه دارند و بعضی دیگر پوشاک و لباس‌هایی ارائه می‌دهند که منحصر بفرد نیستند ولی در تعداد محدود تولید می‌شوند.
برند برد اند باتر (Bread & Butter) در برلین مهمترین نمایشگاه تجاری دنیا برای مد و فشن پوشاک آماده محسوب می‌شود.
مجموعه‌های لباس Ready To Wear برندهای مشهور دو بار در سال در هفته های مد به نمایش در می‌آیند.